# Čarakovo
Čarakovo (cyr. Чараково) – wieś w Bośni i Hercegowinie, w Republice Serbskiej, w mieście Prijedor. W 2013 roku liczyła 1079 mieszkańców.